# Michail Alexandrowitsch Bontsch-Brujewitsch

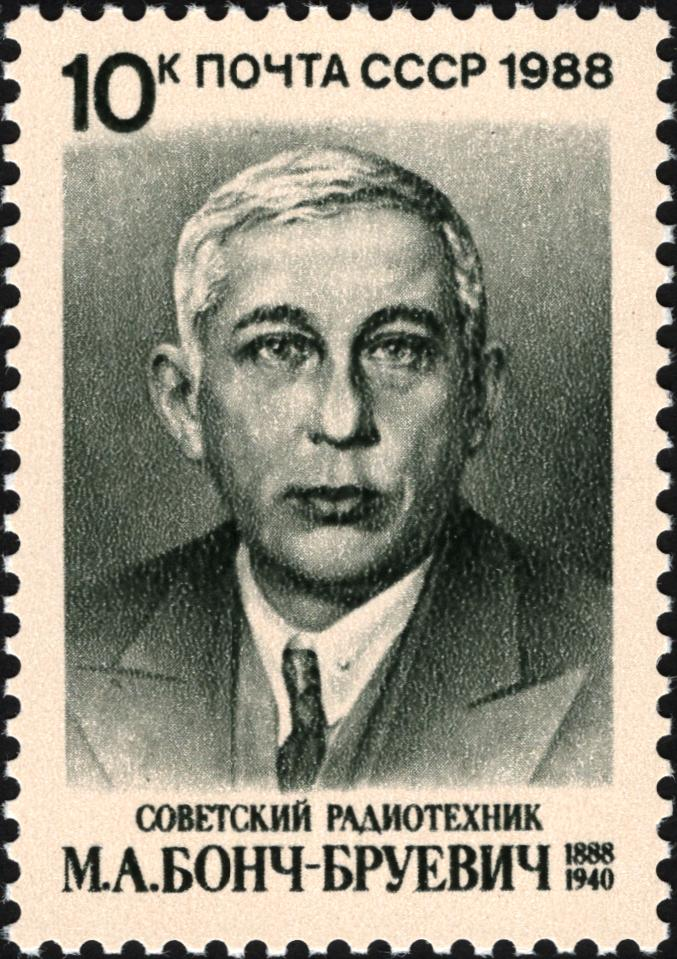
Bontsch-Brujewitsch

Michail Alexandrowitsch Bontsch-Brujewitsch (russisch Михаил Александрович Бонч-Бруевич; * 9. Februarjul. / 21. Februar 1888greg. in Orjol; † 7. März 1940 in Leningrad) war ein sowjetischer Radioingenieur.

## Leben
Nach dem Studium der Elektrotechnik in St. Petersburg beschäftigte er sich in Nischni Nowgorod mit der Herstellung von Elektronenröhren, baute einen leistungsstarken Rundfunksender für die Kommunistische Internationale und war federführend in der Entwicklung des Radars in der Sowjetunion. 1931 wurde er korrespondierendes Mitglied der Akademie der Wissenschaften der UdSSR.
Bontsch-Brujewitsch ist auf dem Bogoslowskoje-Friedhof begraben.

## Namensgebungen
Im Juni 1940 wurde das Elektrotechnische Institut für Kommunikationstechnik in Leningrad nach Bontsch-Brujewitsch benannt. Seit 1993 heißt es Санкт-Петербургский государственный университет телекоммуникаций им.проф. М. А. Бонч-Бруевича (englische Eigenübersetzung The Bonch-Bruevich Saint-Petersburg State University of Telecommunications), hat also trotz Umbenennung seine Namenswidmung behalten.
Im Jahr 1988 wurde Michail Alexandrowitsch Bontsch-Brujewitsch auf einer Briefmarke der UdSSR geehrt.